# ルノー・ヴェルレー
ルノー・ヴェルレー（Renaud Verley, 1945年11月9日 - ）は、フランス・リール出身の俳優。

## 来歴
1965年、テレビシリーズ Le théâtre de la jeunesseでデビュー。1967年のテレビ映画Le roi cerfで初主演。
1968年、『個人教授』で映画初主演し、特に日本で大ブレイクした。イタリアのレイ・ラブロック、イギリスのレナード・ホワイティングと並んで欧州三大貴公子と呼ばれ、1972年頃まで若い女性からアイドル的な人気を博した。1970年代初頭には度々訪日しており、1971年の『愛ふたたび』（市川崑監督、浅丘ルリ子共演）と1972年の『恋の夏』（恩地日出夫監督、小川知子共演）の2作の東宝映画でそれぞれ主演している。
本国では1969年の主演作『カトマンズの恋人』（ジェーン・バーキン、セルジュ・ゲンスブールと共演）、ルキノ・ヴィスコンティ監督の『地獄に堕ちた勇者ども』、1973年のジーナ・ロロブリジーダとの共演作No encontré rosas para mi madreやカルト映画のLa Campana del Infiernoで知られている。
兄のベルナール・ヴェルレーも俳優で、エリック・ロメール監督の『愛の昼下がり』、ジャン＝リュック・ゴダール監督の『ゴダールの決別』などで知られる。
2025年現在は妻と共にブルターニュ地方で静かに隠居生活を送っている。

## 主な出演作品
- Le roi cerf (1965)
- 太陽が目にしみる Los Pianos mecánicos (1965)
- 個人教授 La leçon particulière (1968)
- カトマンズの恋人 Les chemins de Katmandou (1969)
- 地獄に堕ちた勇者ども La Caduta degli dei (1969)
- さらば夏の日 Du soleil plein les yeux (1970)
- 哀愁のパリ Sapho ou La fureur d'aimer (1971)
- 愛ふたたび (1971)[2]
- 恋の夏 (1972)
- No encontré rosas para mi madre (1973)
- La campana del infierno (1973)
- 危険旅行 Les suspects (1974)